# Polynema zetes
Polynema zetes är en stekelart som beskrevs av Girault 1911. Polynema zetes ingår i släktet Polynema och familjen dvärgsteklar. Inga underarter finns listade i Catalogue of Life.